# Рантуэ
Ра́нтуэ (фин. Rantue) — посёлок в Сортавальском районе Республики Карелия. Входит в состав Сортавальского городского поселения.

## География
Посёлок находится на восточном берегу озера Ляппяярви.

## Население
| 2002 | 2009 | 2010 | 2013 |
| ---- | ---- | ---- | ---- |
| 26   | ↘25  | ↗32  | ↘29  |